# ويستون بيت
ويستون بيت (بالإنجليزية: Weston Bate)‏ هو مؤرخ أسترالي، ولد في 24 سبتمبر 1924 في Surrey Hills, Victoria ‏ في أستراليا، وتوفي في 31 أكتوبر 2017 في بنديجو في أستراليا.